# Rašovice (Týniště nad Orlicí)
Rašovice (německy Raschowitz) je vesnice, část města Týniště nad Orlicí v okrese Rychnov nad Kněžnou. Nachází se 4 km na východ od Týniště nad Orlicí. V roce 2009 zde bylo evidováno 112 adres. V roce 2001 zde trvale žilo 166 obyvatel.
Rašovice leží v katastrálním území Rašovice u Týniště nad Orlicí o rozloze 6,61 km2.

## Další fotografie

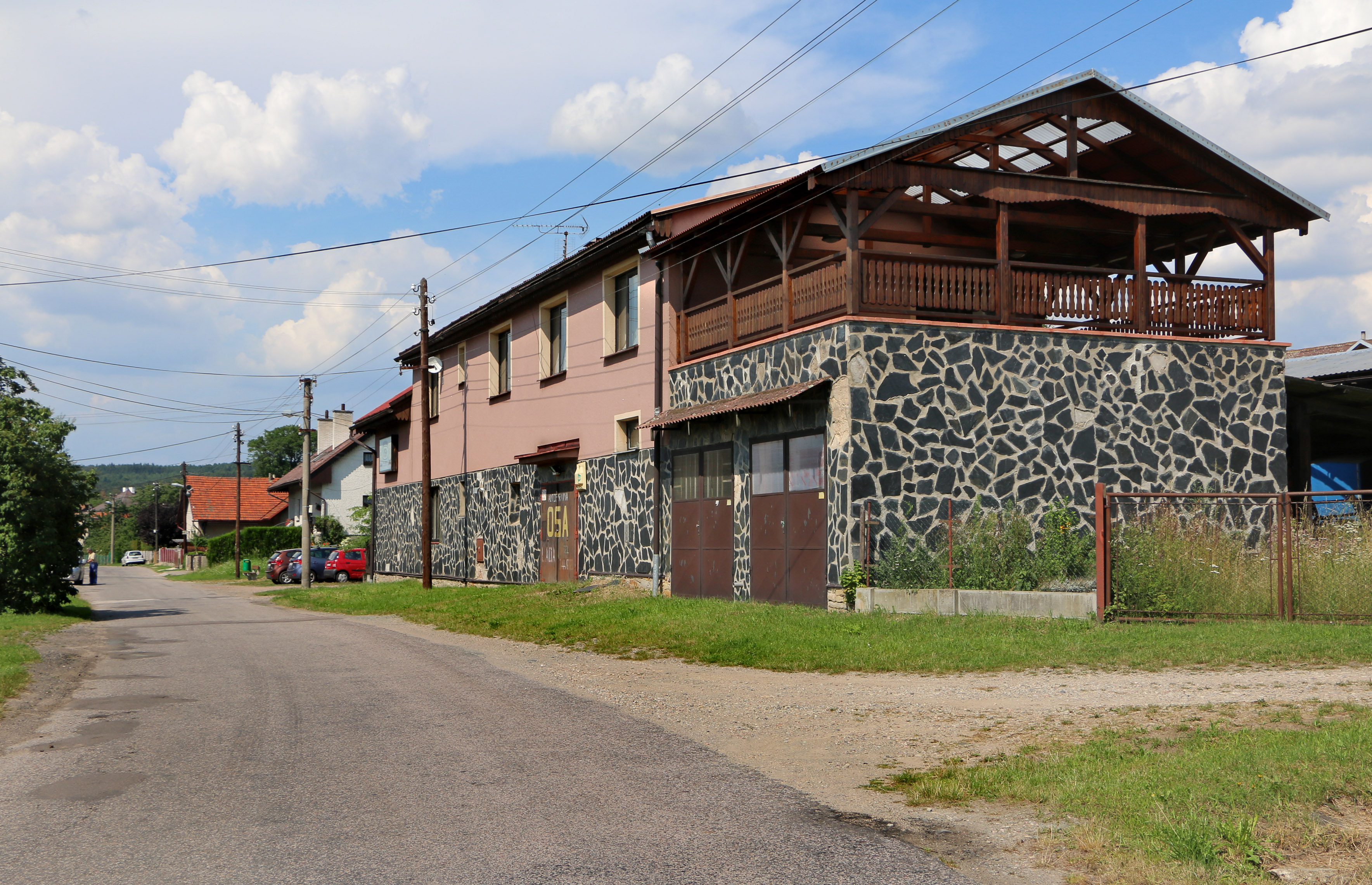
Bývalá autoopravna
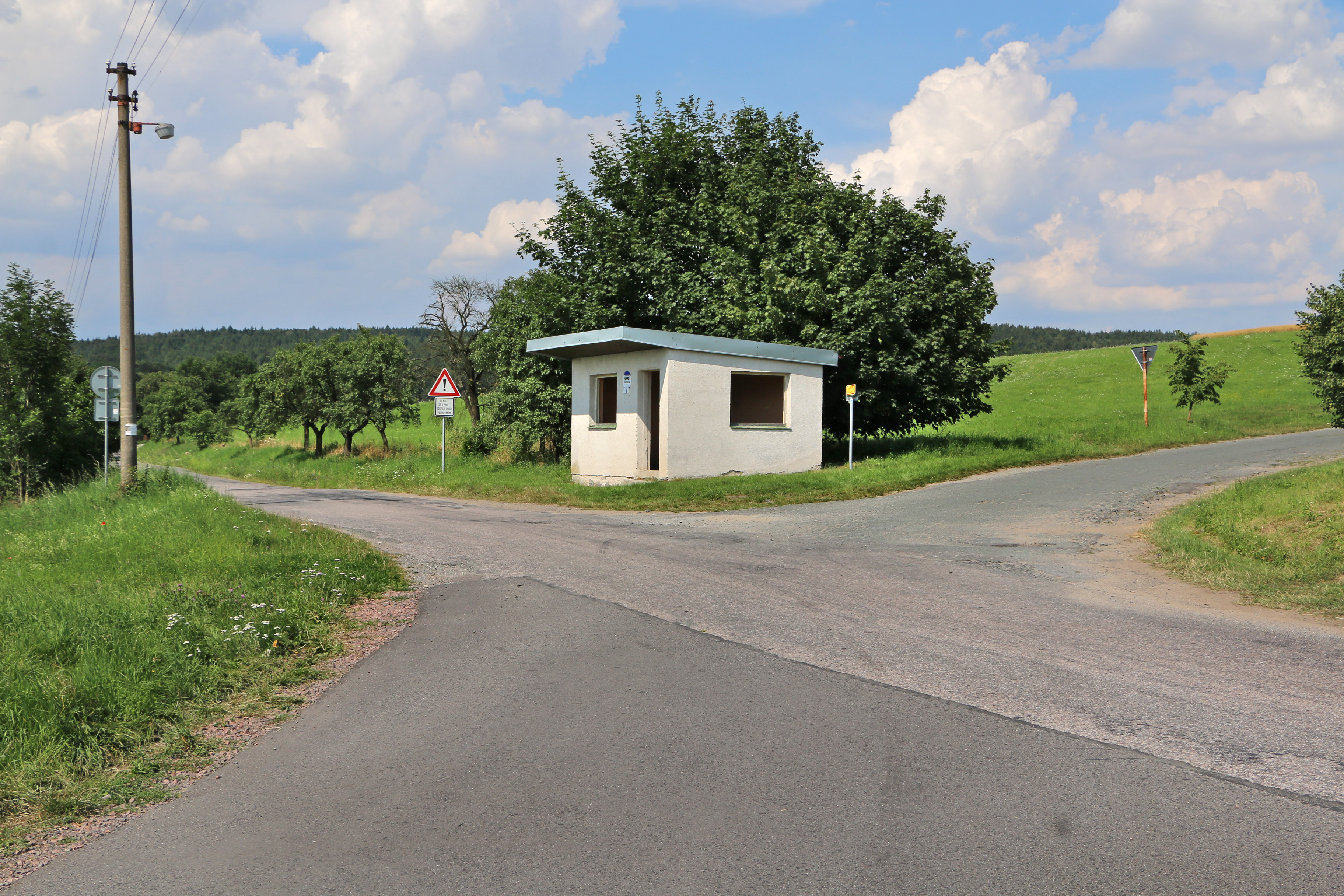
Zastávka na křižovatce
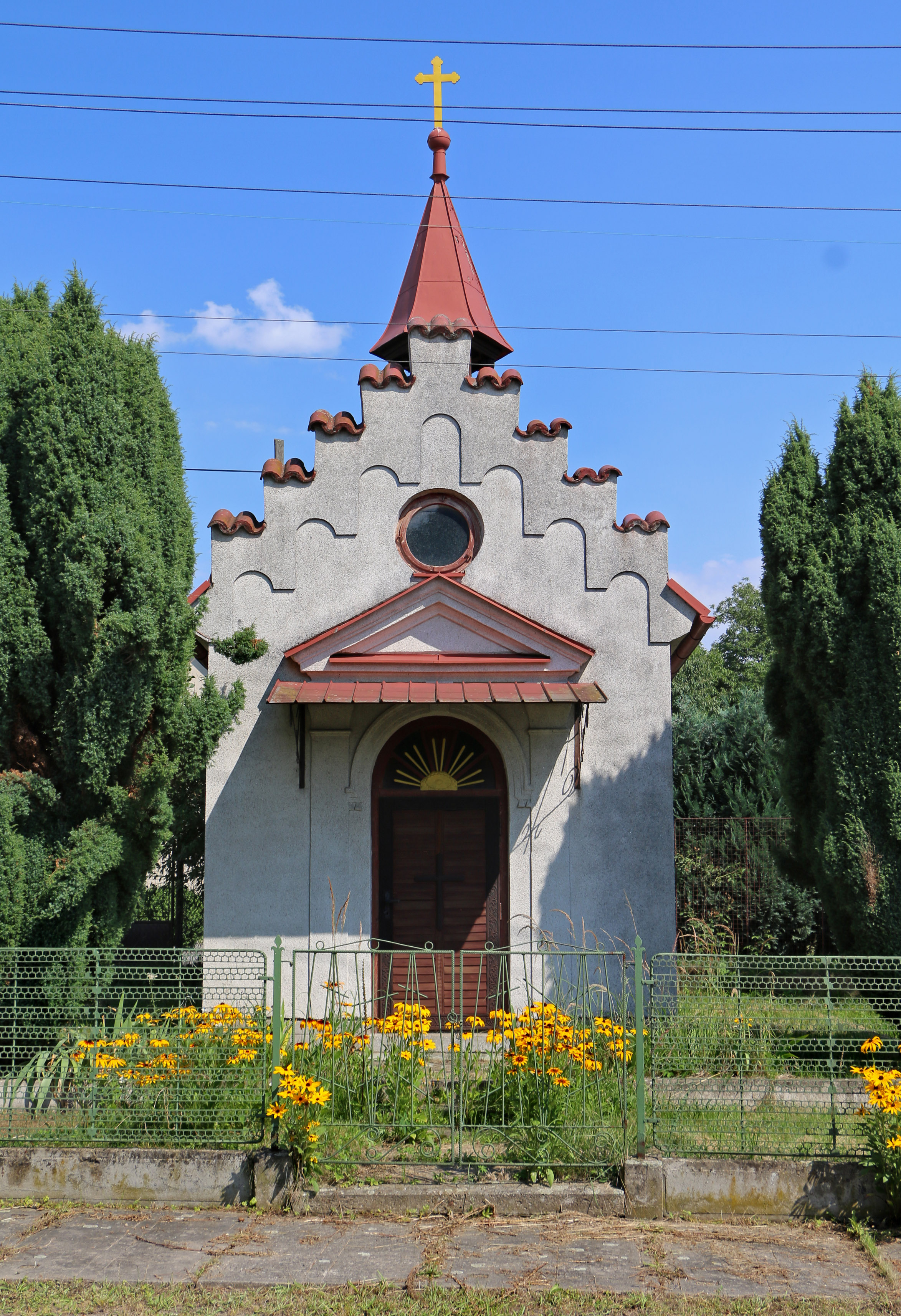
Kaple
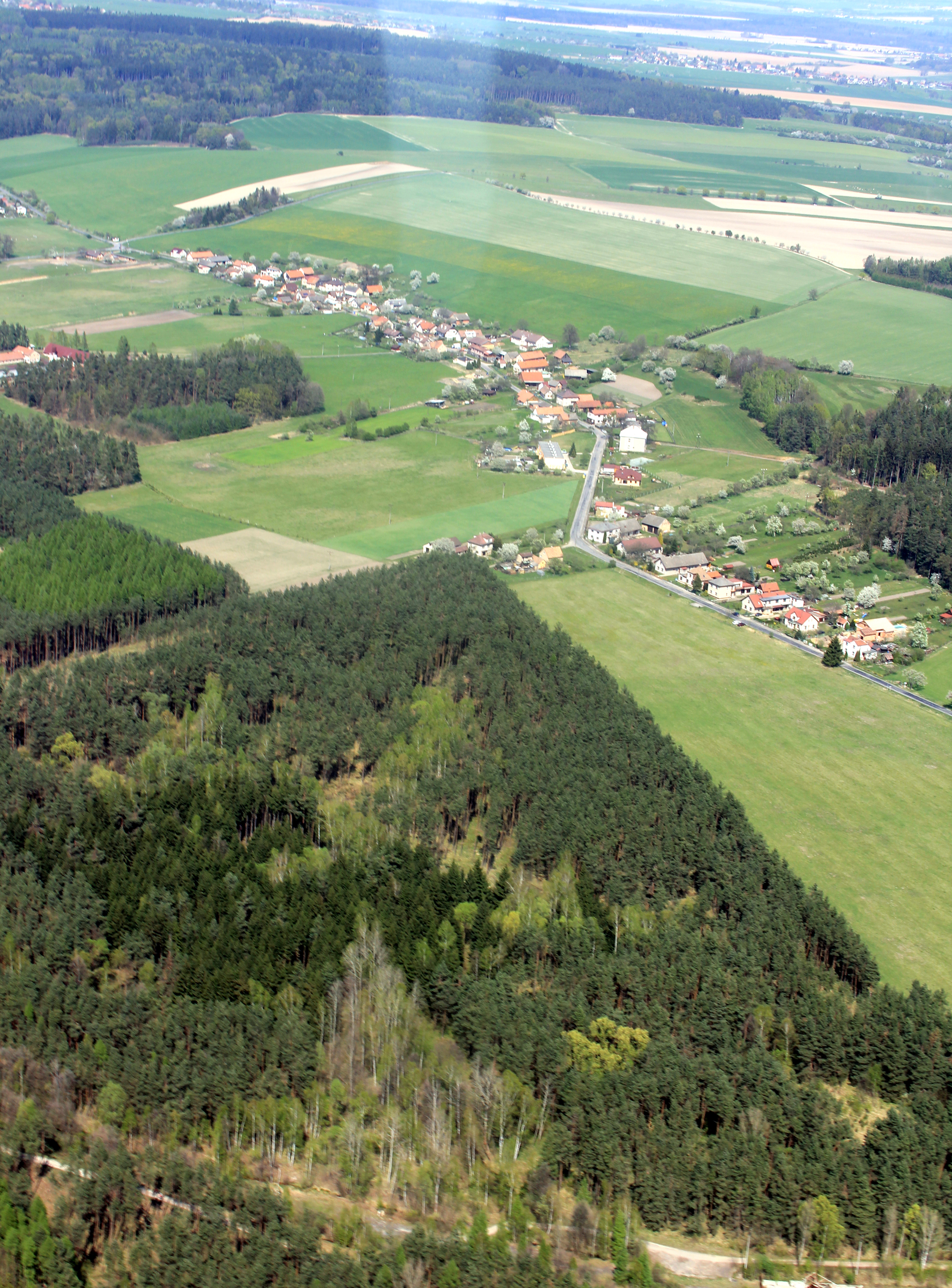
Letecký snímek